# Ministry of Darkness
Le Ministry of Darkness était un clan de catcheurs heel de la World Wrestling Federation créé en octobre 1998 durant l'Ère attitude dans les années 1990.
Dirigé par The Undertaker, ce clan comptait entre autres dans ses rangs Faaroq, Bradshaw, Viscera, Edge, Christian, Gangrel, Mideon et Paul Bearer. Il s'agissait d'un clan controversé avec une storyline sur le thème du satanisme qui comprenait des rituels démoniaques et sacrifices humains.
Ils se sont surtout battus contre Steve Austin et Vince McMahon avec toute sa corporation. En réalité, le clan de Vince McMahon était l'allié de celui de l'Undertaker, allant jusqu'à capturer Stephanie McMahon sa propre fille juste pour rendre la vie impossible à Stone Cold Steve Austin.

## Membres
| Identité       | Activités                                     | Notes                                               |
| -------------- | --------------------------------------------- | --------------------------------------------------- |
| The Undertaker | Judgment Day: In Your House-23 septembre 1999 | Leader WWF Champion                                 |
| Paul Bearer    | Judgment Day: In Your House-2 septembre 1999  | Manager                                             |
| Bradshaw       | 28 décembre 1998-25 juillet 1999              | Membre de The Acolytes Double WWF Tag Team Champion |
| Farooq         | 28 décembre 1998-25 juillet 1999              | Membre de The Acolytes Double WWF Tag Team Champion |
| Mideon         | 11 janvier 1999-23 septembre 1999             | WWF European Champion                               |
| Viscera        | 25 janvier 1999-23 septembre 1999             |                                                     |
| Gangrel        | 1er février 1999-12 avril 1999                | Leader de The Brood                                 |
| Christian      | 1er avril 1999-12 avril 1999                  | Membre de The Brood                                 |
| Edge           | 1er avril 1999-12 avril 1999                  | Membre de The Brood                                 |

## Palmarès
- WWF Championship : The Undertaker[2]
- WWF European Championship : Mideon[3]
- WWF World Tag Team Championship : The Acolytes[4]